# Lasiococca chanii
Lasiococca chanii là một loài thực vật có hoa trong họ Đại kích. Loài này được Thin mô tả khoa học đầu tiên năm 1986.